# Маканруши
Маканруши (от айнского Маканру, Макансу; яп. 磨勘留島 маканру-то; на российской карте 1745 года — рус. дореф. Ілїя) — остров северной группы Большой гряды Курильских островов. Административно входит в Северо-Курильский городской округ Сахалинской области. В настоящее время остров необитаем, хотя в прошлом определённую хозяйственную деятельность на нём осуществляли айны.

## Название и миф о происхождении
Согласно ранней версии исследователя А. Ю. Акулова,  в переводе с языка айнов фраза «макан ру сири» означает «остров на пути к северу», что отражает представления о древнем торговом пути, который пролегал вдоль Курильской гряды. Согласно поздней версии того же автора, изначальное айнское название острова состоит из слова мак — «сзади, позади» — суффикса -ан, образующего из существительных и наречий стативные глаголы (т.е. макан — «быть задним»), слова ру — «путь», слова ус/уси — «место», что совокупно означает «место (по) пути взади (других островов)», так как остров Маканруши находится позади острова Онекотан при взгляде на Курильскую гряду с восточной стороны. Версия подкрепляется наличием у айнов представления о восточной или северной части острова (па или пакехе) как одной из основных категорий пространства (своего рода «фасаде»).
В айнской легенде говорится, что бог Катраокуру пожалел птиц и создал для них остров Маканруши из куска соседнего острова Онекотана.
В 1899 году Токийский университет отправил на Курильские острова антрополога и будущего известного исследователя Монголии Рюдзо Тории для изучения айнов. На острове Шикотан он опрашивал северокурильских айнов, которые были в полном составе переселены туда несколькими годами ранее (в 1884 году или в 17-й год эпохи Мэйдзи). Согласно собранным им айнским преданиям, другое имя острова Маканруши было Кокумэтра. Этого острова также (как и Алаида) в древности не было, но бог, называемый Катруокуру, вытащил его своими руками из болот на острове Онекотан и бросил сюда. Причина, почему именно бог сделал это, заключалась в том, что на названном болоте развелось много птиц и животных, которые страшно шумели.

## История и археология
Древнейшее обнаруженное поселение относится к Охотской культуре и носит условное название Бухта Закат.

### В Российской Империи
По материалам съёмок Южного отряда Второй Камчатской экспедиции под руководством Мартына Шпанберга в 1738—1739 годах остров Маканруши показан на «Генеральной карте Российской Империи» в Академическом атласе 1745 года под русским названием Илья.
Русские сборщики ясака достигли острова Маканруши в 1744—1745 годах.
В 1760-х посланник камчатской администрации сотник Иван Чёрный заложил традицию порядкового исчисления островов и кучно расположенных субархипелагов Курильской гряды от Камчатки до Японии. Поэтому во времена гидрографических описаний конца XVIII — начала XIX остров также имел номерное обозначение в составе Курильской гряды — Четвёртый.
Остров описан под названием Макань Рурь Асы у Г.И. Шелихова в его «Путешествии г. Шелехова с 1783 по 1790 год из Охотска по Восточному Океану к Американским берегам...»:

Макань Рурь Асы. Сей остров от третьего расстоянием около 60 верст, в длину простирается верст на 20, а в ширину на 10. Берег окружен горами на подобие хребтов, а между ими есть луговые места; Морошки и Шисавы родится на нем малое число. Лесу кроме Кедрового, Ольхового, малого Сланца и Рябинника ни какого не ростет. Коренья ростут Сарана, Упява, Миту, Куташь, Черемша и сладкая трава. Около острова в малом количестве водятся Бобры, Нерпы и красные Лисицы. Озер и речек нет, а изобилует по берегу ключами. Гаваней не только для больших судов, но и для лодок не имеет.
Симодский трактат 1855 года признал права Российской империи на остров, однако в 1875 году он, как и все находившиеся под российской властью Курилы, был передан Японии в обмен на признание российских прав на Сахалин.

### В составе Японии
С 1875 по 1945 год принадлежал Японии.
Согласно административно-территориальному делению Японии остров стал относиться к уезду (гуну) Шумшу (Сюмусю в японском произношении), который охватывал не только сам Шумшу, но и все близлежащие Курильские острова до Шиашкотана и Мусира на юге включительно. Уезд в свою очередь входил с 1876 по 1882 год в состав провинции Тисима под управлением Комиссии по колонизации Хоккайдо; с 1882 до 1886 года — в состав префектуры Нэмуро, после — префектуры Хоккайдо.
Правительство Мэйдзи не хотело, чтобы обрусевшие айны жили в непосредственной близости от северной границы империи. В 1884 году айны Маканруши были переселены японскими властями на Шикотан.
В годы Второй Мировой войны остров был милитаризирован. 25 августа 1945 года японские войска капитулировали без боя перед высаженными советскими войсками.

### В составе СССР/РСФСР—России
В 1945 году по итогам Второй мировой войны перешел под юрисдикцию СССР.
2 февраля 1946 года включён в состав Южно-Сахалинской области.
2 января 1947 года включён в состав Сахалинской области РСФСР.
С 1991 года в составе России, как страны-правопреемницы СССР.

### Особая позиция Японии по территориальной принадлежности острова
Используя в территориальном споре с Россией фактор Сан-Францисского мирного договора 1951 года, который не был подписан СССР, японское правительство, тем не менее, опирается на те варианты толкований договоренностей между союзниками — СССР, США, Великобританией и Китаем — которые подкрепляют японскую позицию. В частности, поскольку в Сан-Францисском договоре не оговаривается, в пользу какого государства Япония отказывается от своих прав на Курилы, принадлежность острова, по мнению японского правительства, до сих пор не определена, а за Россией признаётся лишь «фактический контроль».

## География
Площадь 52,8 км², протяжённость с севера на юг 10 км, с запада на восток — 7,5 км. На острове выделяют до 40 ландшафтных контуров. Имеет округлую форму. Остров представляет собой надводную часть потухшего вулкана — гора Маканруши (1169 м). Ручей Питьевой с хорошей пресной водой впадает в бухту Восток на юго-востоке острова. Все другие ручьи (Пологий, Спальный, Вилки и др.) содержат много серы. Хороших якорных стоянок нет.
Мористее к западу от острова — скала Камень Арий (49°47′30″ с. ш. 154°23′39″ в. д.) с птичьими базарами. Её название происходит от айнского слова аара — «кайра».
Проливом Евреинова (Пятым Курильским) Маканруши отделён от острова Онекотан, расположенного в 29 км юго-восточнее. Четвёртым Курильским проливом — от острова Парамушир, расположенного в 60 км северо-восточнее.
Из-за отстояния острова к западу от основной оси Большой Курильской гряды относится вулканологами к её западной зоне. В 20 км на западо-юго-запад лежат скалы Авось (также относятся к западной зоне).

## Флора и фауна
На острове встречались лисица и мелкие грызуны. У подножия гор заросли ольхи, у побережья — луга, где растут морошка, водяника, саранка, крапива, чемерица. Уровень флористического богатства острова невысок из-за его удалённости от континента: здесь учтено 145 видов высших сосудистых растений (для сравнения, на Кунашире их 1067). У берегов заросли морской капусты. В авифауне у мыса Утренний отмечен азиатский длинноклювый пыжик. 
На данном травянистом острове, с зарослями карликовой ольхи и озерками на холмах собирается большое количество морских птиц, устраивающих свои базары.
В прибрежье о-ва Маканруши обычен четырехугольный волосатый краб. Встречаются терпуги.
Островной тюлень залегает по обширному низкому каменистому плато у мыса Вечернего и прилегающей части острова к востоку.